# Крушение на станции Ламенская
Круше́ние на ста́нции Ла́менская — крупная железнодорожная катастрофа в СССР, произошедшая в среду, 26 июля 1972 года, в 2:55, на втором пути станции Ламенская Свердловской железной дороги.
Станция находится в Голышмановском районе Тюменской области, рядом с посёлком Ламенский, между Тюменью и Омском на Транссибирской магистрали. Электрифицирована в 1984 году, через 12 лет после случившегося, в составе участка Вагай—Называевская.
Советские СМИ не сообщали подробностей происшествия. Информация стала появляться десятилетия спустя — и, учитывая давность события, нельзя исключать неточности в воспоминаниях и трактовках. Приблизительная картина такова.
Пассажирский поезд Новокузнецк — Москва на высокой скорости врезался в хвост грузового состава. В хвосте были платформы, и тепловоз кузовом залетел на них, после чего скатился назад, подмяв под себя первый вагон, где ехали дети в пионерский лагерь «Артек». Один вагон ушёл под откос, ещё три сошли с рельсов. Топливо в тепловозе сразу вспыхнуло, что вызвало пожар в трёх вагонах; остальные пострадали не столь существенно.
По официальным данным, погибли 58 (в основном, ехавшие в первых вагонах, многие сгорели заживо) и получили ранения 16 человек. Однако свидетель насчитал 116 человек. Машинист и помощник остались живы.
Причинами трагедии явились человеческий фактор, а также отсутствие на тот момент на станции систем централизации и автоблокировки. На ту ночь дежурной по станции назначили молодую сотрудницу, это было одно из её первых самостоятельных дежурств. По ошибке она выдала зелёный сигнал на светофор для безостановочного прохода пассажирского поезда, решив, что шедший впереди грузовой поезд уже отправился и освободил путь. По другой версии, дежурная по станции приказала поставить грузовой поезд на стоянку под обгон, после чего стрелочники не перевели стрелку на свободный путь, чтобы пропустить пассажирский поезд, также из-за ливня и грозы его не просветили, как положено по инструкции. Некоторые СМИ писали, что дежурная и стрелочники попросту забыли о том, что у них на пути стоит грузовой поезд. Машинист всё же заметил препятствие и задействовал экстренное торможение, но было поздно.
Благодаря достаточному путевому развитию станции Ламенская, катастрофа не привела к значимому перерыву движения по Транссибу, первое время составы шли по боковому пути.
Дежурную по станции и двух стрелочников приговорили к 10 годам лишения свободы; виновные девушка и один из стрелочников от угрызений совести покончили с собой. Данный железнодорожный инцидент немедленной огласки не получил (власти СССР старались не афишировать подобные происшествия). Спустя годы на станции Ламенская установили памятные знаки.